# Consenting Adults (1992)
Consenting Adults is een Amerikaanse thriller uit 1992 onder regie van Alan J. Pakula.

## Verhaal
De componist Richard Parker loopt in de val van zijn nieuwe buurman Eddy Otis. Hij stelt Richard voor om voor een nacht van vrouw te wisselen. Wanneer Richard in diens slaapkamer binengaat, ontdekt hij dat zijn buurvrouw is vermoord. De verdenking valt op hem en hij moet zijn onschuld zien te bewijzen.

## Rolverdeling
| Acteur                      | Personage                      |
| --------------------------- | ------------------------------ |
| Kevin Kline                 | Richard Parker                 |
| Mary Elizabeth Mastrantonio | Priscilla Parker               |
| Kevin Spacey                | Eddy Otis                      |
| Rebecca Miller              | Kay Otis                       |
| Forest Whitaker             | David Duttonville              |
| E.G. Marshall               | George Gordon                  |
| Kimberly McCullough         | Lori Parker                    |
| Billie Neal                 | Annie Duttonville              |
| Benjamin Hendrickson        | Jimmy Schwartz                 |
| Lonnie R. Smith jr.         | Dokter Pettering               |
| Joe Mulherin                | Bo                             |
| Rick Hinkle                 | Zanger in Mahoney's Band       |
| Artis Edwards jr.           | Politieagent in Atlanta        |
| Jerry Campbell              | Gevangenbewaarder              |
| Ginny Parker                | Martha                         |
| Judson Vaughn               | Max Roth                       |
| Ed Grady                    | Mijnheer Watkins               |
| Suzanne Stewart             | Mevrouw Watkins                |
| Bruce Evers                 | Maxie                          |
| Nance Plachta               | Vrouw in Blues Connection      |
| L. Warren Young             | Muzikant in Blues Connection   |
| Edward Seamon               | Hotelreceptionist              |
| Shelly Pinsky               | Vrouw in de salon              |
| Thomas Saccio               | Johnny Rocco                   |
| D.L. Anderson               | Vrouw van het telefoonbedrijf  |
| Lane Bradbury               | Vrouw in de stomerij           |
| Tommy Creswell              | Rechercheur in Charleston      |
| Robert C. Treveiler         | Adjunct in Charleston          |
| Michael L. Nesbitt          | Adjunct in Charleston          |
| Melissa Moore               | Trudy Seaton                   |
| Deborah Lucas               | Meisje op het verjaardagsfeest |
| Jennifer Swago              | Meisje op het verjaardagsfeest |
| Suzi Selman                 | Meisje op het verjaardagsfeest |
| Mark Wood                   | Kerstzanger                    |
| Meredith Brasher            | Kerstzanger                    |
| Jeffrey Charlton Umberger   | Kerstzanger                    |
| Michelle Smith              | Kerstzanger                    |
| Dean Taylor                 | Kerstzanger                    |
| Nan McElroy                 | Kerstzanger                    |
| Mary K.F. Parker-Phillips   | Therapeute                     |
| Jeannie E. Davis            | Therapeute                     |
| Laura Griffin               | Therapeute                     |
| Robb Harleston              | Therapeut                      |
| Rachel C. MacRae            | Therapeute                     |
| Susan T. Haidary            | Therapeute                     |